# Isaac Rojas
Isaac Francisco Rojas (Buenos Aires, 3 dicembre 1906 – Buenos Aires, 13 aprile 1993) è stato un ammiraglio argentino.
Fu vicepresidente dell'Argentina de facto dal 23 settembre 1955 al 1º maggio 1958.

## Biografia
Nel 1923 entrò nella Scuola Navale, istituzione dalla quale uscì sei anni più tardi con il grado di guardiamarina iniziando così la carriera all'interno della marina militare argentina.
Nel 1950 fu nominato addetto militare dell'ambasciata argentina in Uruguay. Quello stesso anno fu trasferito in Brasile, dove ricoprì il medesimo incarico sino al 1952, quando fu nominato comandante dell'incrociatore leggero ARA Nueve de Julio. Nel 1953 fu promosso al grado di contrammiraglio.
Nell'estate 1955 prese parte alle riunioni tra i vertici delle forze armate argentine ostili al governo di Juan Domingo Perón. Nel settembre successivo iniziarono ad essere messe in moto le operazioni in vista dell'imminente colpo di stato passato poi alla storia come Rivoluzione Liberatrice. Il 18 settembre Rojas, in qualità di Comandante in Capo della Marina di Guerra, prese il comando delle Forze Navali argentine. Il giorno seguente intimò un ultimatum a Perón affinché si dimettesse dalla presidenza della Repubblica. Allo scadere di suddetto ultimato la flotta al comando di Rojas bombardò i depositi di petrolio della YPF di Mar del Plata causando morti e feriti.
Il 23 settembre successivo, una volta arrestato e incarcerato Perón, il generale Eduardo Lonardi gli offrì la vicepresidenza della Repubblica. Una volta al potere Rojas fu un accanito prosecutore e proscrittore dell'intero movimento peronista. Tra le misure intraprese vi fu l'abolizione della costituzione del 1949 e la proibizione dell'uso delle parole "giustizialismo", "peronismo" e "Perón". Una volta redatta una nuova costituzione che ufficializzò la proscrizione del peronismo, la giunta militare decise di riconsegnare il potere ai civili consentendo di celebrare elezioni nel febbraio 1958 che sancirono la vittoria del radicale Arturo Frondizi. Poco dopo, nell'aprile 1958, Rojas ordinò alla marina di distruggere il faro cileno costruito sull'isolotto Snipe. Questo fatto s'inserì nella serie di incidenti che riguardarono il conflitto del Beagle. Nel maggio seguente una volta che Frondizi aveva assunto la presidenza, Rojas fu promosso al grado di ammiraglio salvo poi congedarsi dalla marina militare poco dopo.
Il 2 aprile 1963 Rojas partecipò al fallito golpe contro il presidente de facto José María Guido. Facendo parte della fazione delle forze armate argentine detta dei rossi, sconfitta da quella degli azzurri guidata dal futuro dittatore Juan Carlos Onganía, fu tratto in arresto. Il 6 aprile seguente fu trasferito nell'isola di Martín García.